# ホンダ・G型エンジン
ホンダ・G型エンジン（ホンダ・Gがたエンジン）は、本田技研工業で製造されていた大型車種用の直列5気筒ガソリンエンジンである。すべてSOHCの20バルブ。

## 機構
FF車においてエンジンの重心位置を前輪車軸より後ろに下げ、縦置きに搭載する「FFミッドシップレイアウト」採用のため、新しく開発された直列5気筒エンジンである。このレイアウトによるエンジン搭載位置の上昇はドライブシャフトをオイルパンに貫通させることで防ぎ、さらにエンジンを車体右側へ35度傾斜させることで、より低重心化を図った。
バルブは吸気2・排気2の形式で、点火プラグ先端は燃焼室の天井中央に露出しているが、点火プラグ自体はカムシャフトを避けるため吸気バルブ側に傾けている。シリンダーブロックはアルミ製で、1次偶力によるエンジンの振動を低減させるため、初期モデルのみバランサーが装着されたが、のちにエンジンマウントの改良（液封マウントの採用）により廃止されている。
PGM-FI仕様1種類のみで、インテークマニホールドに可変吸気装置が装備されている。エキゾーストマニホールドはステンレス製の5-3-1集合のレイアウトを取り、その後方に排気ガス浄化のため三元触媒を装着する。

## 歴史
- 1989年9月13日発表の初代アコードインスパイア/3代目ビガーにG20Aを初採用。
- 1992年1月29日発表のインスパイア及びビガーにG25Aを初めて採用。
- 1995年、第31回東京モーターショーへ出展されたコンセプトカーのSSMに、G20AをDOHC VTEC化し搭載。
- 1998年、インスパイア及びセイバーのモデルチェンジによって同機種の生産も終了。

## バリエーション

### G20A
- 弁機構：SOHC ベルト駆動 吸気2 排気2
- 排気量：1,996cc
- 内径×行程：82.0mm×75.6mm
- 燃料供給装置形式：電子制御燃料噴射式（PGM-FI）
- 参考スペック（CC3 インスパイア）
  - 最高出力：114kW(165PS)/6,700rpm
  - 最大トルク：186N·m(19.0kgf·m)/4,000rpm

### G25A
- 弁機構：SOHC ベルト駆動 吸気2 排気2
- 排気量：2,451cc
- 内径×行程：85.0mm×86.4mm
- 燃料供給装置形式：電子制御燃料噴射式（PGM-FI）
- 参考スペック（CC2 インスパイア）
  - 最高出力：140kW(190PS)/6,500rpm
  - 最大トルク：237N·m(24.2kgf·m)/3,800rpm

## 搭載車種
G20A
- アコードインスパイア/ビガー（CB5）
- インスパイア/ビガー（CC3）
- インスパイア/セイバー（UA1）
- アスコット /ラファーガ （CE4）

G25A
- インスパイア/ビガー（CC2）
- インスパイア/セイバー（UA2）
- アスコット/ラファーガ（CE5）